# Hoa hậu Chuyển giới Quốc tế 2025
Hoa hậu Chuyển giới Quốc tế 2025 sẽ là cuộc thi Hoa hậu Chuyển giới Quốc tế lần thứ 19, được tổ chức tại Tiffany's Show Pattaya ở Pattaya, Chonburi, Thái Lan, ngày 20 tháng 9 năm 2025. Catalina Marsano của Peru sẽ trao vương miện cho người kế nhiệm vào cuối sự kiện.

## Kết quả
Xếp hạng
| Xếp hạng                         | Thí sinh |
| -------------------------------- | -------- |
| Hoa hậu Chuyển giới Quốc tế 2025 |          |
| Á hậu 1                          |          |
| Á hậu 2                          |          |
| Top 6                            |          |
| Top 12                           |          |

### Thứ tự công bố
| Top 12 | Top 6 | Top 3 |

## Thí sinh tham gia
| Quốc gia/Vùng lãnh thổ | Thí sinh                | Tuổi | Quê hương        |
| ---------------------- | ----------------------- | ---- | ---------------- |
| Brazil                 | Isabella Pamplona       | 32   | Amazonas         |
| Campuchia              | Hani                    | 20   | Phnôm Pênh       |
| Canada                 | Grezia Fox              | 27   | Toronto          |
| Colombia               | Valeria Palacio         | 29   | Bogotá           |
| Chile                  | Regina Cocoa            | 18   | Atacama Region   |
| Cuba                   | Olivia Lauren           | 22   | Havana           |
| Séc                    | Martina Sobková         | 20   | Prague           |
| Ecuador                | Reyna Morocho           | 21   | Guayaquil        |
| Nhật Bản               | Mina Amamatsu           | 24   | Osaka            |
| Honduras               | Sofia Valencia          | 23   | Tegucigalpa      |
| Indonesia              | Kaycia Lee              | 36   | Jakarta          |
| Lào                    | Taneung Chanthasenesack | 20   | Sainyabuli       |
| Madagascar             | Emilie Laure            | 30   | Antananarivo     |
| Malaysia               | Khleo Ambrose           | 19   | Sabah            |
| Mexico                 | Alanna Cordero          | 29   | Thành phố Mexico |
| Myanmar                | MJ Pan Aung             | 21   | Yangon           |
| Nicaragua              | Tiffany Colleman        | 30   | Managua          |
| Peru                   | Lesly Quispe            | 30   | Lima             |
| Philippines            |                         |      |                  |
| Puerto Rico            | Leeann Seda             | 24   | San Juan         |
| Đài Loan               | Tiffany Lo              | 26   | Taipei           |
| Thái Lan               | Preeyakorn Pohnprom     | 28   | Băng Cốc         |
| Thổ Nhĩ Kỳ             | Elif Nilay              | 29   | Samsun           |
| Hoa Kỳ                 | Midori Monet            | 25   | Seattle          |
| Venezuela              | Ashlyn Pia              | 18   | Caracas          |
| Việt Nam               | Hà Tâm Như              | 27   | Vĩnh Long        |